# François Mansart
François Mansart   (París, 23 de gener de 1598 - París, 23 de setembre de 1666) fou un arquitecte francès reconegut per haver introduït l'arquitectura clàssica a l'arquitectura barroca francesa. L'Encyclopædia Britannica el cita com l'arquitecte francès del segle XVII més dotat, les obres del qual són conegudes pel seu alt grau de refinament, subtilesa i elegància.
Mansart va popularitzar, que no inventar, la mansarda, l'espai situat sota una teulada inclinada que té una aresta de trencament de l'edifici, creant un espai addicional habitable en les golfes.
Mansart va exercir gran influència en l'obra de l'arquitecte barroc austríac Johann Bernhard Fischer von Erlach i en l'arquitecte anglès Christopher Wren, que va conèixer 1666 a París.

## Biografia

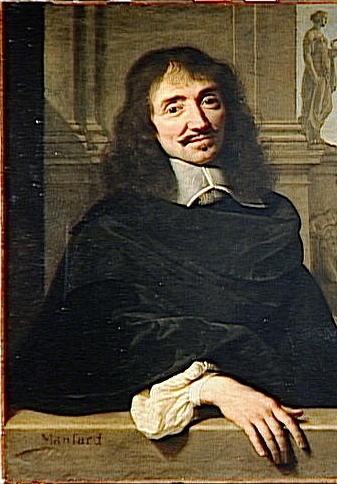
François Mansart, Detall d'un doble retratat de Mansart i Claude Perrault, per Philippe de Champaigne

Nascut al Quartier Saint-Victor, era fill d'Absalon Mansart, mestre fuster al servei del rei, i de Michelle Le Roy, d'una família d'arquitectes i enginyers, entre d'altres Philibert Le Roy, l'arquitecte de Versalles de Luis XIII. Va ser el sisè de set fills. El seu pare va morir el 1610 quan ell tenia només 12 anys.

### Formació
No va rebre formació com a arquitecte, sinó com a picapedrer i escultor. De 1612 a 1617, va estudiar amb Germain Gauthier, escultor i arquitecte de la ciutat de Rennes. Va ser en aquesta ocasió quan Salomon de Brosse —l'arquitecte més popular del regnat d'Enric IV de França i Charles du Ry. De 1618 a 1621, representant al seu oncle Marcel Le Roy que li una total autonomia, va treballar en la reconstrucció del pont Nou de Tolosa (1541-1632) segons projecte de Jacques Lemercier, marcant aquesta construcció la finalització de la seva formació.
Mansart no va tenir l'oportunitat de fer un viatge d'estudis a Itàlia perquè no podia interrompre la seva activitat, aprenent arquitectura gràcies a la seva gran biblioteca que el va fer conèixer l'arquitectura francesa del segle xvi i l'arquitectura

### Carrera
Mansart va ser molt conegut a la dècada del 1620 pel seu estil i habilitat com arquitecte, però va ser també considerat un perfeccionista tossut i difícil, que podia enderrocar les seves estructures dels seus projectes per començar, de nou, a construir-hi al damunt. Només els més rics es podien permetre el luxe de contractar-lo, ja que les edificacions de Mansart costaven "més diners que els que tenia el Gran Turc".

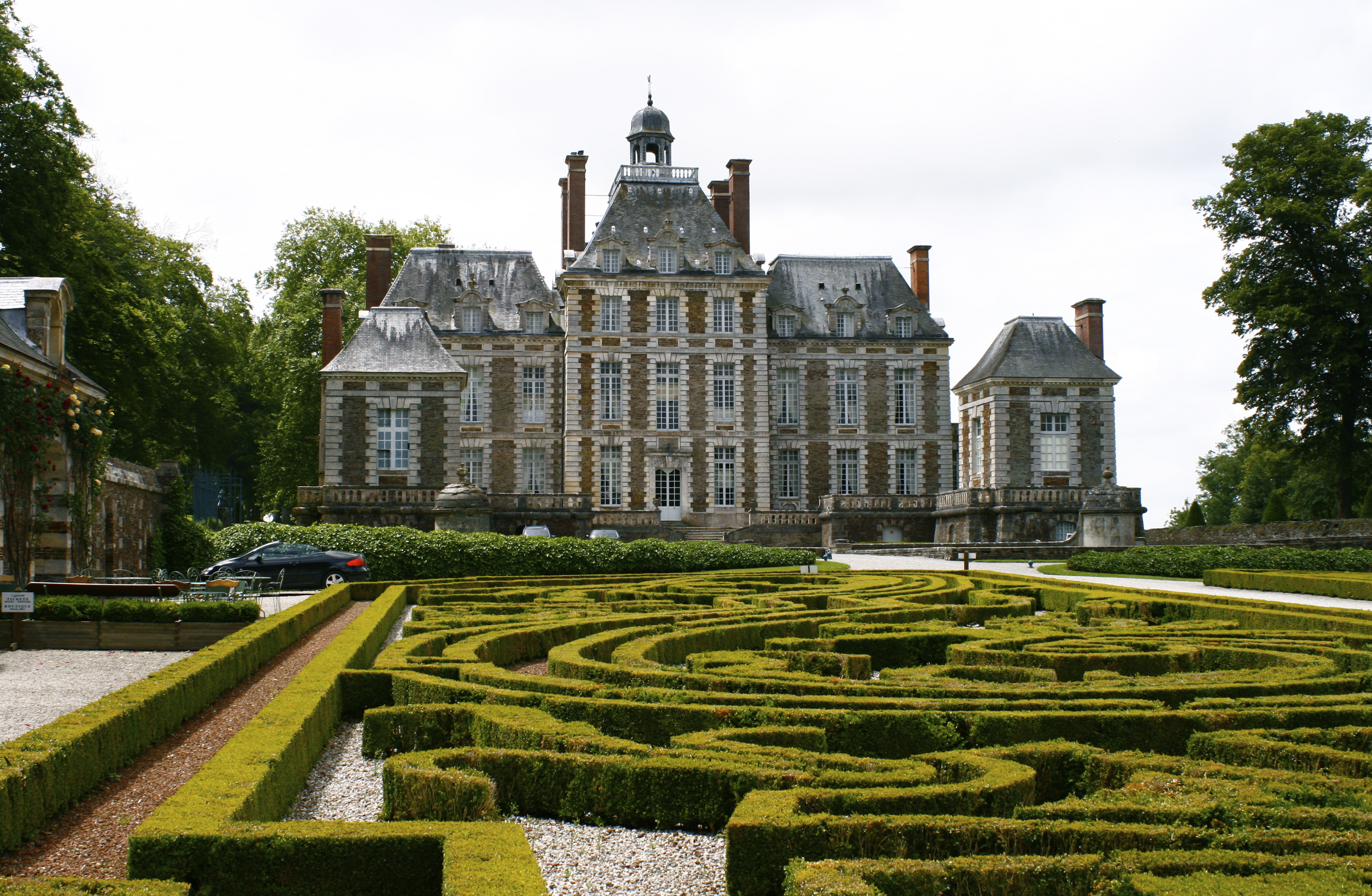
Castell de Balleroy

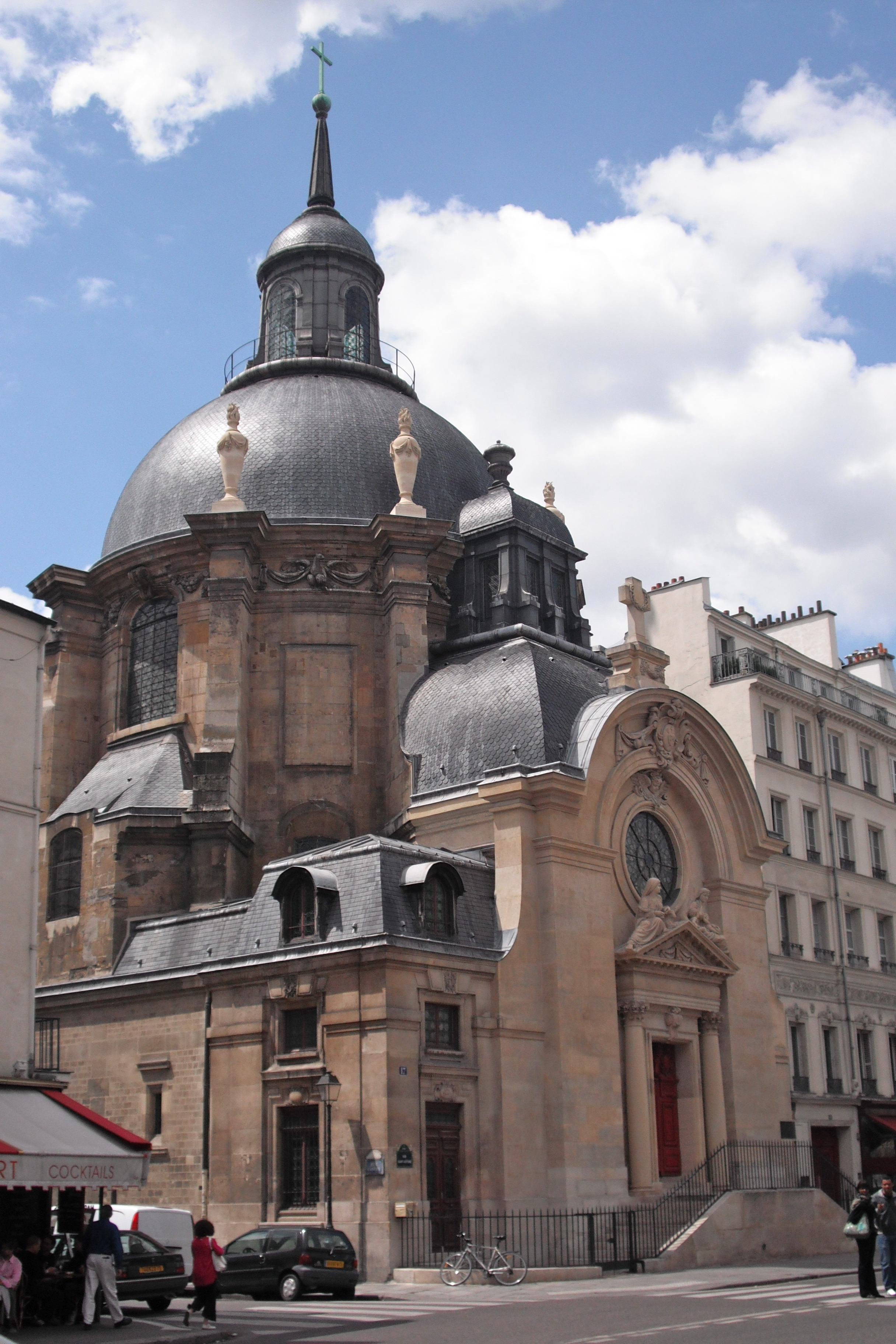
Temple de Marais

El seu primer èxit notable va ser la façana de l'església de Feuillants, de la qual va proporcionar el dibuix el 1623. Aquesta composició cert èxit en la seva època i es va inspirar molt en la Saint-Gervais-Saint-Protais (1616) de Salomon de Brosse. Aquell any va participar en la renovació del castell de Berny. Aquesta renovació va agradar a Jean de Choisy, canceller del duc d'Orleans, que va decidir confiar-li la construcció del château de Balleroy en 1626, acabat en 1631. Aquest castell ja aplega totes les peculiaritats de l'estil de Mansart, els volums tenen forma de piràmide, els sostres i rematats per llanternes i l'escala se suspèn gràcies a un important domini de l'estereotomia. La composició reprenia el pla del château de Plessis-Belleville (1628) d'ell mateix, i també utilitza el mateix sistema d'escala de carreuat allotjat en un pavelló central. A més, va crear una terrassa del costat del pati del jardí, cosa que obria el castell sobre el jardí; Aquesta fórmula es repetirà molt sovint. És l'únic exemple que sobreviu dels seus primers treballs.
El duc va quedar tan satisfet del resultat de Balleroy que va convidar, l'any 1625, a Mansart a renovar el Castell de Blois. L'arquitecte pretenia reconstruir la residència reial completament de nou, però el projecte es va veure obstaculitzat i només l'ala del nord va ser reconstruïda segons el disseny de Mansart, utilitzant hàbilment ordres clàssics.
L'any 1632, Mansart va dissenyar l'Església de Sant Maria dels Àngels, també coneguda Temple de Marais, utilitzant el Panteó de Roma com a font d'inspiració.
El 1634, Gastón d'Orleans va decidir cridar-lo de nou per crear un nou castell de Blois, del qual només una part es va completar (l'actual ala nord o de Gastón d'Orléans). Era un colossal projecte que va ser abandonat el 1638, després del naixement del futur rei Lluís XIV, atès que Gastó d'Orleans va deixar de ser l'hereu del tron. Aquí Mansart també va fer servir sostrest retallats i va crear una composició piramidal.

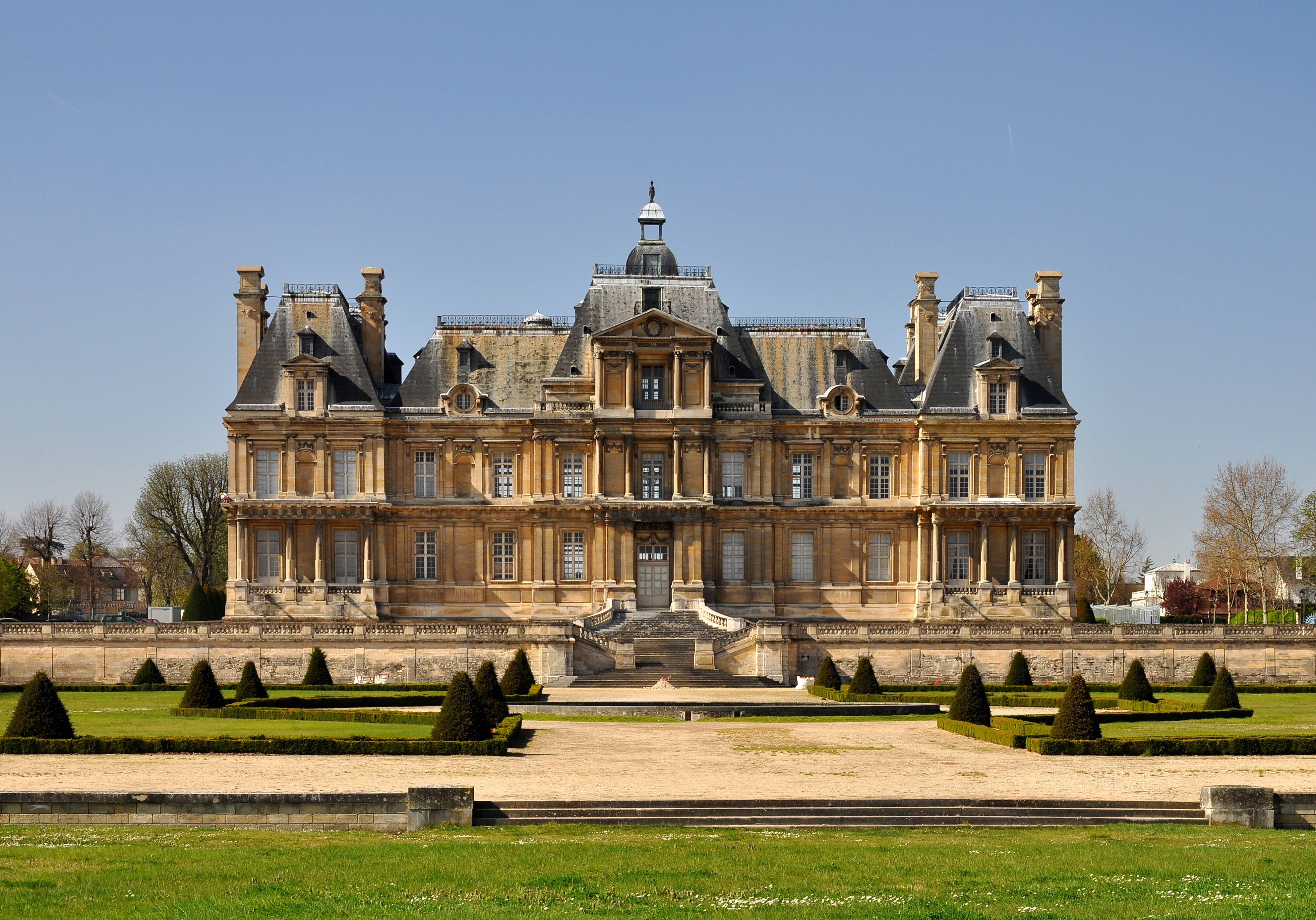
El château de Maisons-Laffitte, considera generalment com la seva obra mestra

La majoria dels edificis de Mansart foren posteriorment reconstruïts o enderrocats. L'exemple més ben conservat del seu estil madur és el Castell de Maisons (actualment Castell de Maisons-Laffitte), del qual se'n conserva la decoració interior original, així com una magnífica escala. L'estructura és estrictament simètrica. És creu que va servir d'inspiració al neoclassicisme del segle xviii.
Durant la dècada del 1640, Mansart va estar treballant en el projecte del convent i església del Val-de-Grâce, a París, per encàrrec d'Anna d'Àustria. Per apartar-lo de l'obra es va al·legar el malbaratament en que Mansart va incòrrer i va ser substituït per un arquitecte mes tractable, el qual va seguir, bàsicament, el disseny de Monsart.
Durant de dècada del 1650, Mansart fou objectiu dels enemics polítics del primer ministre, el Cardenal Mazaarino, per qui treballava sovint. L'any 1651, van publicar "La Mansarade", un pamflet que acusava l'arquitecte d'extravagàncies salvatges i maquinacions.
Després que l'ascens al tron de Louis XIV Mansart va perdre encàrrecs. Els seus dissenys per la remodelació del Palau del Louvre i pel mausoleu reial a Sant-Denis mai van ser executats, en el cas del Louvre perquè mai va entregar els plànols detallats. Alguns dels seus projectes varen ser posteriorment represos pel seu nebot, Jules Hardouin Mansart.
El 1641, René de Longueil li va encomanar la construcció del seu château de Maisons, que incloïa molts elements del castell de Balleroy i que va establir definitivament la reputació de l'arquitecte. Es va convertir en un veritable model per a l'arquitectura posterior, com ja va indicar Jacques-François Blondel al seu Cours d'Architecture (1771). També va ser cèlebre pels costos de construcció que causava —només els més rics podien permetre's el luxe de treballar-hi—, ja que de fet no dubtava a destruir el que jutjava mal construït per reconstruir-ho: va ser així que després d'haver construït una ala del castell de Maisons, la va destruir i reconstruir per obtenir un resultat que li satisfés. L'arrest de René de Longueil va suspendre el treball, que es va reprendre el 1658.
A partir de 1645, Mansart va treballar al convent ia l'església de Val-de-Grâce a París, un encàrrec molt cobejat d’Anna d'Àustria. Es va al·legar el malbaratament en què va incórrer per ser apartat i substituït a les obres per Jacques Lemercier, que fonamentalment es va dedicar a seguir el projecte elaborat per Mansart.
En 1650, Mansart va ser triat com a objectiu per polítics enemics del primer ministre, el cardenal Mazarino, per al qual Mansart treballava freqüentment. En 1651 van publicar La Mansarade, un pamflet acusant l'arquitecte de salvatges extravagàncies i maquinacions.
Després de l'arribada al tron de Lluís XIV, Mansart va perdre molts encàrrecs. Els seus projectes per remodelar el Louvre i del mausoleu real de Saint-Denis mai no van ser executats. Alguns dels seus plans van ser posteriorment represos pel seu nebot net, Jules Hardouin-Mansart, que no era tan enginyós i individualista i buscava més el gust de la seva clientela.

### Anys finals

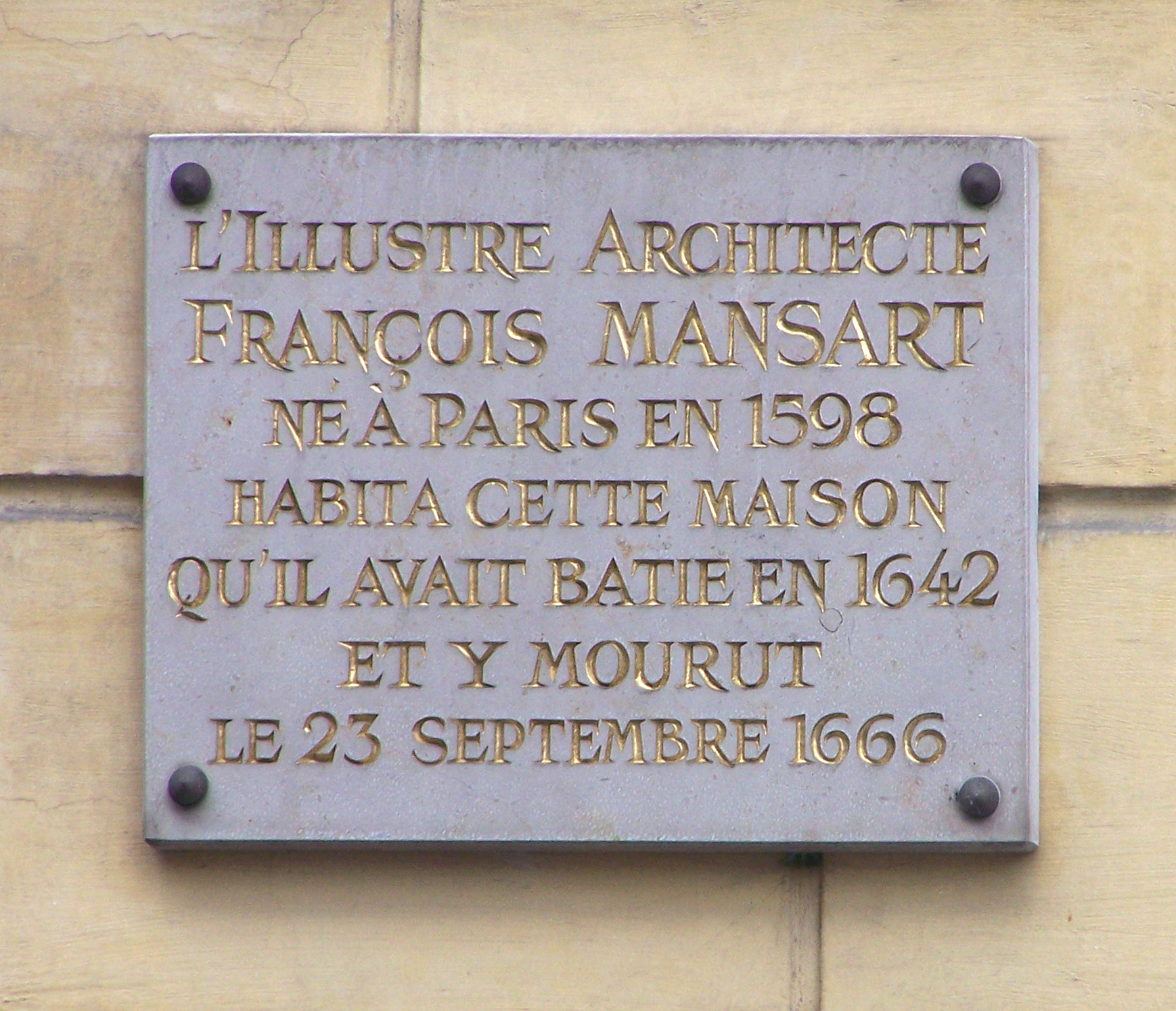
Placa commemorativa al número 5 de la rue Payenne.

Quan va morir de malaltia, al número 5 de la rue Payenne de París, on sempre havia viscut, François Mansart va ser enterrat a Saint-Paul.
No va estar casat i no va tenir fills.

## Obres

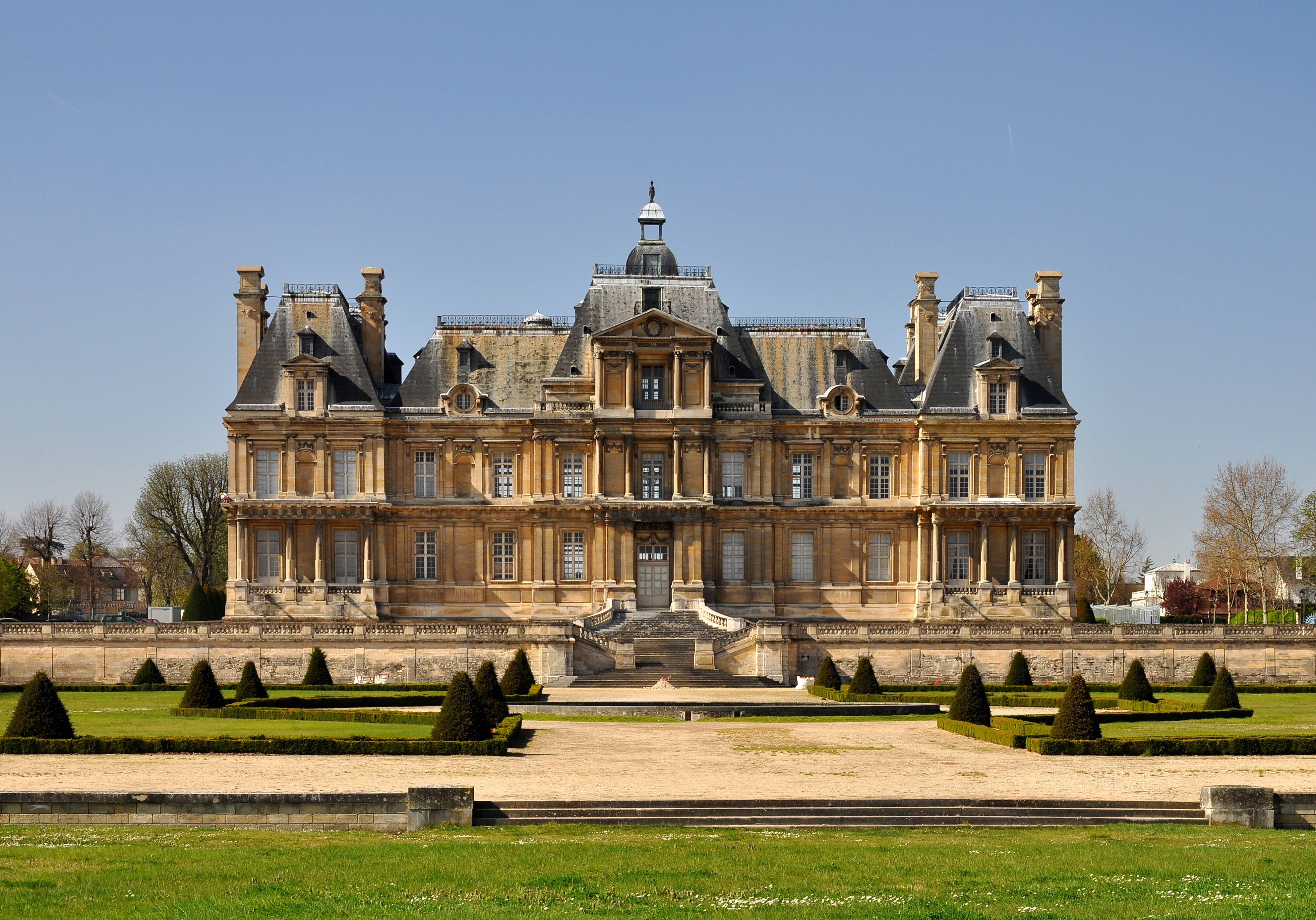
Castell de Maisons-Laffitte,

### Castells i palaus
- 1623-1627: Castell de Berny
- 1627-1628: Castell de Pamfou
- 1628-1630 / 1655-1656: Castell de Plessis-Belleville
- 1631: Castell de Balleroy
- 1631-1632: Castell de Montrouge
- 1631-1649: Castell de Coulommiers en Brie (finalització)
- 1633-1662: Castell de Pontchartrain
- 1635-1638: Ala del Castell de Blois, construida per a Gastón de Orleans i que servirá de model para el Palau du Luxembourg
- 1638-1651: Castell de Limours (pati d'entrada i jardins)
- 1639-1642: Castell de Chambord (treballs per a Gastó d'Orleans)
- 1642-1643: Castell de Haut-Fontenay a Fontenay-le-Fleury
- 1641-1650 / 1658-1660: Castell de Maisons-Laffitte, reconegut com l'obra mestre de Mansart i model d'arquitectura clacissista, copiada a tot Europa
- 1644-1645: Galeria Mazarino de l'actual seu Richelieu de la Biblioteca Nacional de França
- 1644-1666: Castell de Fresnes
- 1646-1648: Castell de Petit-Bourg (jardins)
- Cap al 1660: Castell de Gesvres a Crouy-sur-Ourcq
- Cap al 1660: Château de Soisy
- Primers planols (represos per Jules Hardouin-Mansart) del Castell de Pomponne
- Varis projectes inacabats pel palau del Louvre, entre ells una nova façana oriental (1664-1666)
- Castell de Guiry, a Guiry-en-Vexin, finalitzat l'any 1665
- Castell de Villette à Condécourt, finalitzat cap el 1669 pel seu nebot, Jules Hardouin-Mansart

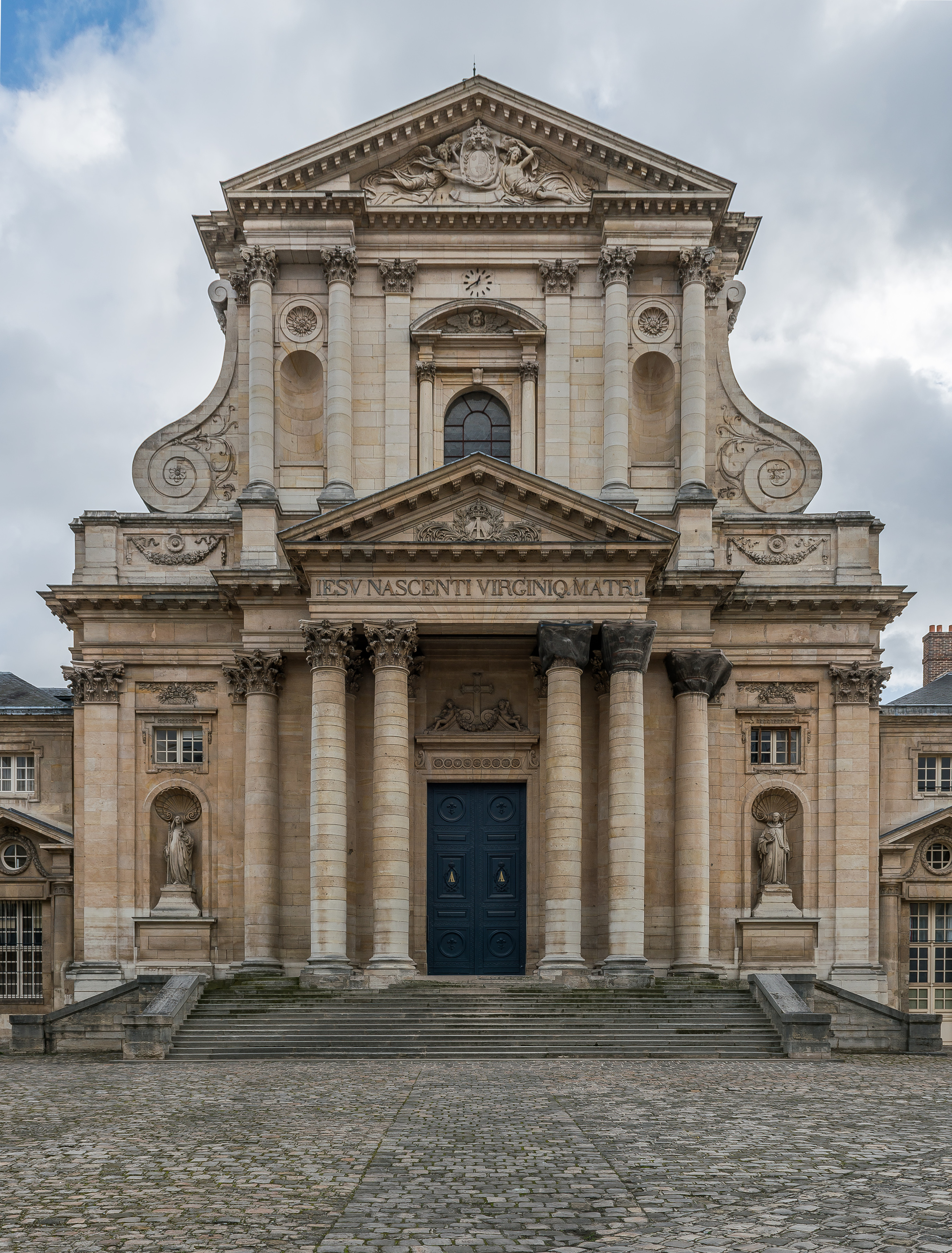
Església Notre-Dame du Val-de-Grâce

### Edificis religiosos
- 1623-1625: Façana de l'església del convent dels Feuillants de París
- 1632-1634: Temple du Marais (antiga capella del convent de la Visitation Sainte-Marie), a París. La construcción va correr a càrrec del mestre maçó Michel Villedo
- 1632-1637: La Visitation du Faubourg Saint-Jacques
- 1645-1646: Església Notre-Dame du Val-de-Grâce, a París
- 1657-1665: Portal de l'església dels Minimes

### Mansions i cases
- 1631-1632: Hôtel de Montmorency, carrer Sainte-Avoye
- 1635-1650: Hôtel de la Vrillière "renommé" Hôtel de Toulouse, seu actual del Banc de França (1635), i la Galerie dorée, per a Louis I Phélypeaux a París
- 1642-1643: Hôtel de Chavigny, carrer Roi-de-Sicile
- 1642: La maison de Mansart, carrer Payenne
- 1644: Hôtel de Blérancourt, plaça Royale
- 1648: Hôtel de Jars, carrer de Richelieu
- Després de 1648, cap al1660: Hôtel de Guénégaud du Plessis
- 1651-1653: Hôtel de Guénégaud, carrer dels Archives a París
- Abans de 1651-1665: Hôtel de Condé al faubourg Saint-Germain
- Abans de 1652: Hôtel dit de Châteauneuf, carrer Coquillière, París
- 1653-1658: Hôtel de La Bazinière, moll Malaquais
- 1660-1661: Hôtel Carnavalet, alçat de les tres ales del segle XVI i creación d'una escala (ca. 1650)
- 1660-1664: Maison de La Bazinière a Issy

### Altars
- 1624-1628: Altar de Saint-Martin-des-Champs
- 1628: Altar de la Vierge a la catedral de Notre-Dame de París

### Monuments funeraris
- 1655-1657: Tomba de Nicolas de Bailleul
- 1656: Tomba dels Aubespine
- 1664-1665: Mausoleu dels Borbons a Saint-Denis (projecte)